# Pénurie

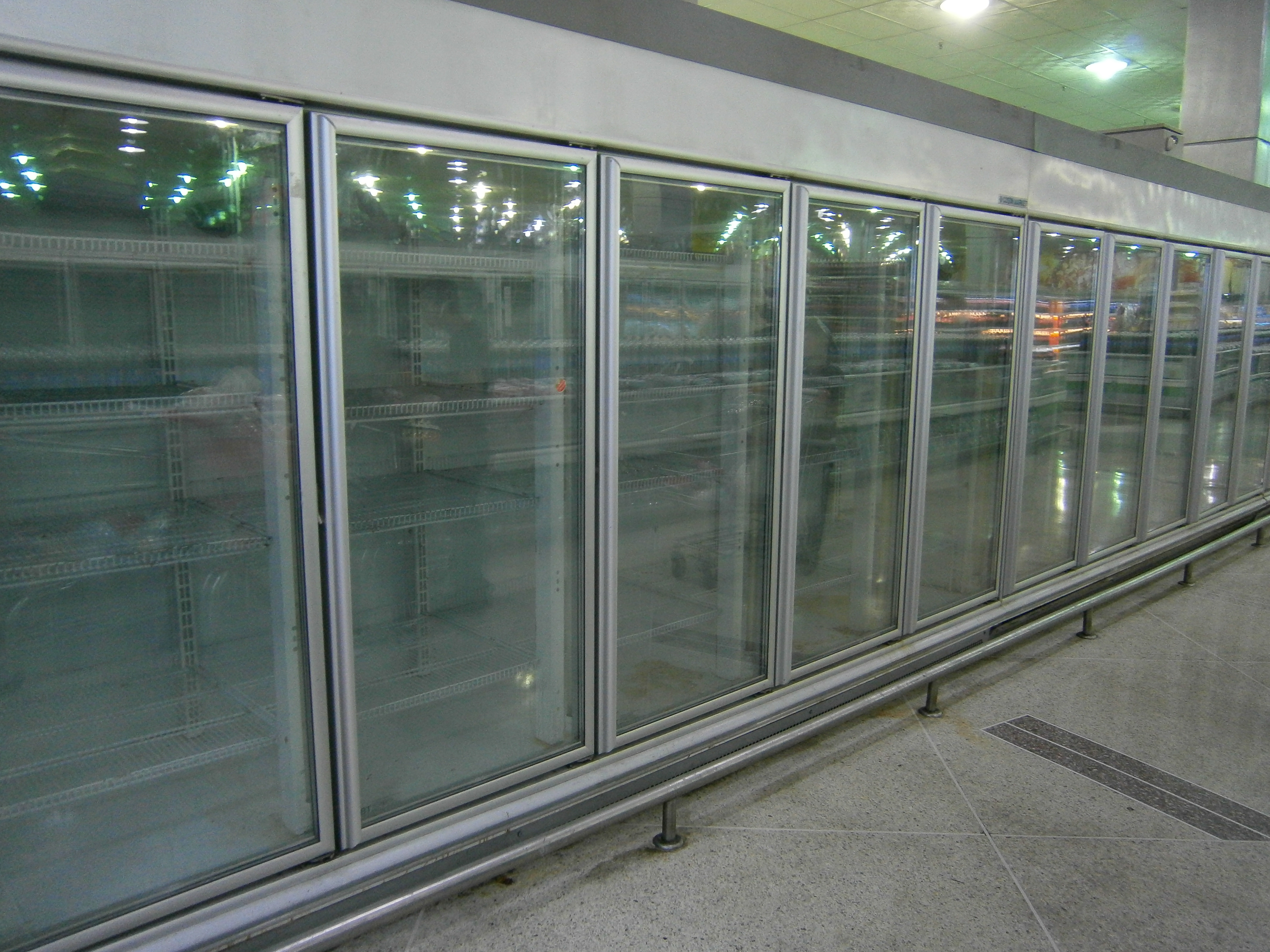
Multiplication des scènes de pillage dans les magasins sur fond de pénurie alimentaire au Vénézuela.

Une pénurie désigne une situation où une entité ou une collectivité territoriale ou un groupe de personnes manque d'un ou de plusieurs produits, ressource naturelle ou services.  Elle peut être à l'origine de peurs collectives.
En science économique, la pénurie désigne la situation dans laquelle le prix est inférieur au prix d'équilibre. Quand le prix est inférieur au prix d'équilibre, il y a une augmentation de la quantité demandée et une diminution de la quantité offerte. La quantité demandée est alors supérieure à la quantité offerte. 

## Exemples
Selon les époques, les contextes et les lieux, il peut par exemple y avoir pénurie d'eau potable, de certains aliments, de pétrole, de médicaments, de semences, de certains minerais, de médecins, de terrains à construire ou à cultiver ou encore d'ouvriers qualifiés. 
Il est traditionnel d'effectuer la dichotomie famine/pénurie alimentaire mais « il n'existe pas de critères pour mesurer le degré de faim, d'amaigrissement ou d'élévation du taux de mortalité qui permettraient de différencier la famine d'avec la pénurie alimentaire ». Les experts parlent plutôt d'un spectre ou d'un continuum de crises alimentaires allant de la pénurie modérée, à la disette et à la famine désastreuse.

## Enjeux
La pénurie peut être source de crises, de conflits et de violences pour l'accès à la ressource. Et inversement, les guerres sont facteurs de pénurie et de rationnement.
Selon l'ONU, en 2025, 25 pays africains devraient connaître des pénuries d'eau (disponibilité de moins de 1000 m3 d'eau par an et par habitant)[réf. souhaitée].